# جیکوب دوسون
جیکوب دوسون (انگلیسی: Jacob Dawson؛ زادهٔ ۲ نوامبر ۱۹۹۳) قایقران روئینگ اهل بریتانیا است.
وی در مسابقات کشوری و بین‌المللی در مجموع برندهٔ ۱ مدال طلا، ۲ مدال نقره، ۲ مدال برنز شده‌است.